# Taupe de Townsend
Scapanus townsendii
Espèce
Répartition géographique
Statut de conservation UICN

 LC  : Préoccupation mineure
La Taupe de Townsend (Scapanus townsendii) est une espèce de mammifères de la famille des Talpidés (Talpidae). C'est la plus grande taupe d'Amérique du Nord. On la rencontre dans une zone de la côte ouest, au nord des États-Unis et au sud du Canada.

## Habitat et comportement
La Taupe de Townsend est un animal terrestre fouisseur, actif toute l'année. C'est un animal solitaire qui agresse ses congénères. Elle se nourrit principalement de vers de terre, de larves ou de pupes d'insectes, mais aussi d'insectes, mille-pattes ou araignées adultes, de limaces et de végétaux.
Elle préfère les terrains dégagés au sol humide et riche des prairies ou des buissons dans les zones inondables, et parfois les forêts de sapins. On la trouve jusque dans les zones d'herbages urbains. Elle y creuse un réseau de tunnels qui atteint au moins 110 m de diamètre, destiné à trouver sa nourriture, ou qui mène plus bas, vers un terrier disposant de 3 à 11 sorties, en cas d'inondation ou d'agression. Ce terrier est sphérique, tapissé d'herbe et situé parfois jusqu'à 50 cm de profondeur.

### Reproduction
La Taupe de Townsend est fertile dès l'âge de 10 mois. Elle se reproduit une fois par an, en février. Fin mars, début avril, la femelle met bas une portée de trois petits en moyenne. Les petits naissent nus, mais grandissent rapidement et elle les allaite dans le nid jusqu'au sevrage. Ils sortent vers mai-juin des tunnels pour se disperser, et s'éloigner de plusieurs centaines de mètres du territoire maternel.

## Classification
En tant que taxon, l'espèce a été décrite pour la première fois en 1839 par le naturaliste américain John Bachman(1790-1874). Cet animal a été nommé ainsi en hommage à John Kirk Townsend (1809-1851), un naturaliste américain qui fut le premier à l'identifier.
Classification plus détaillée selon le Système d'information taxonomique intégré (SITI ou ITIS en anglais) :
 Règne : Animalia ; sous-règne : Bilateria ; infra-règne : Deuterostomia ; Embranchement : Chordata ; Sous-embranchement : Vertebrata ; infra-embranchement : Gnathostomata ; super-classe : Tetrapoda ; Classe : Mammalia ; Sous-classe : Theria ; infra-classe : Eutheria ; ordre : Soricomorpha ; famille : Talpidae ; sous-famille : Scalopinae ; tribu : Scalopini ; genre : Scapanus.
Traditionnellement, les espèces de la famille des Talpidae sont classées dans l'ordre des Insectivora, un regroupement qui est progressivement abandonné au XXIe siècle.

### Liste des sous-espèces
Selon Mammal Species of the World (version 3, 2005)  (12 février 2015), Catalogue of Life (12 février 2015) :
- sous-espèce Scapanus townsendii olympicus Johnson & Yates, 1980
- sous-espèce Scapanus townsendii townsendii (Bachman, 1839)